# Supercopa de España de voleibol 2020
La Supercopa de España de Voleibol Masculino 2020 es la XXIII edición del torneo. Se disputó a partido único el 26 de septiembre de 2020 en el Pabellón Deportivo Los Planos de Teruel.
El primer clasificado de la Superliga (Unicaja Costa de Almería) que por primera vez en la historia se tuvo que cancelar a mitad de año debido a la Pandemia del Covid-19, se enfrenta ante el campeón de la Copa del Rey (Club Voleibol Teruel).
Finalmente, el Club Voleibol Teruel consiguió vencer ante su público en un partido en el que llevaron el dominio de inicio a fin. Así, los de Miguel Rivera conquistaron la novena Supercopa de la historia del club, convirtiéndose en el primer club español masculino en conseguirlo.

## Participantes
|  | Unicaja Almería      | Bandera de Andalucía | Primer clasificado de la Superliga Masculina de Voleibol de España (2019-20) |
|  | Club Voleibol Teruel | Bandera de Aragón    | Campeón de la Copa del Rey de Voleibol (2020)                                |

## Final
| Fecha¹                   | Hora  | Equipo 1                 | Res. | Equipo 2             | Set 1 | Set 2 | Set 3 | Set 4 | Set 5 | Total | Reporte |
| ------------------------ | ----- | ------------------------ | ---- | -------------------- | ----- | ----- | ----- | ----- | ----- | ----- | ------- |
| 26 de septiembre de 2020 | 18:30 | Unicaja Costa de Almería | 0-3  | Club Voleibol Teruel | 19-25 | 13-25 | 18-25 |       |       | 50-75 | [ 1 ]   |

| Campeón Supercopa de España 2020 |
| -------------------------------- |
| Club Voleibol Teruel             |
| 9ª Supercopa                     |